# Літтл-Йорк (Іллінойс)
Літтл-Йорк (англ. Little York) — селище (англ. village) в США, в окрузі Воррен штату Іллінойс. Населення — 283 особи (2020).

## Географія
Літтл-Йорк розташований за координатами 41°0′39″ пн. ш. 90°44′47″ зх. д. / 41.01083° пн. ш. 90.74639° зх. д. (41.010834, -90.746348).  За даними Бюро перепису населення США в 2010 році селище мало площу 0,66 км², уся площа — суходіл.

## Демографія
Згідно з переписом 2010 року, у селищі мешкала 331 особа в 138 домогосподарствах у складі 89 родин. Густота населення становила 500 осіб/км².  Було 152 помешкання (230/км²).
Расовий склад населення:
| - 94,3 % — білих - 1,5 % — азіатів - 1,2 % — чорних або афроамериканців - 0,9 % — корінних американців |

До двох чи більше рас належало 1,8 %. Частка іспаномовних становила 1,5 % від усіх жителів.
За віковим діапазоном населення розподілялося таким чином: 21,8 % — особи молодші 18 років, 65,2 % — особи у віці 18—64 років, 13,0 % — особи у віці 65 років та старші. Медіана віку мешканця становила 38,9 року. На 100 осіб жіночої статі у селищі припадало 89,1 чоловіків;  на 100 жінок у віці від 18 років та старших — 83,7 чоловіків також старших 18 років.
Середній дохід на одне домашнє господарство  становив 50 161 долар США (медіана — 43 750), а середній дохід на одну сім'ю — 57 950 доларів (медіана — 53 000). За межею бідності перебувало 19,4 % осіб, у тому числі 40,9 % дітей у віці до 18 років та 16,3 % осіб у віці 65 років та старших.
Цивільне працевлаштоване населення становило 134 особи. Основні галузі зайнятості: освіта, охорона здоров'я та соціальна допомога — 23,9 %, виробництво — 13,4 %, мистецтво, розваги та відпочинок — 12,7 %.